# Saotsaï
Saotsaï est une localité de l'Extrême-Nord du Cameroun, située à proximité de la frontière avec le Tchad. Elle dépend de la commune de Touloum et du département de Mayo-Kani. 

## Géographie

### Localisation
Saotsaï se situe entre la commune même de Touloum (se situant à environ 4 km en voiture) et la commune de Guidiguis par la Nationale 12 reliée directement au village. 

## Population
En 1969, la localité comptait 920 habitants, principalement des Toupouri.
Lors du recensement de 2005 on y a dénombré 2 451 personnes dont 1 165 hommes et 1 286 femmes.